# جان کمرون
جان کمرون (انگلیسی: John Cameron; ۳۱ مارس ۱۸۱۷ – ۳۰ ژوئن ۱۸۷۸) یک افسر ارشد ارتش بریتانیا بود که به عنوان مدیر اجرایی و مدیر کل سازمان نقشه‌برداری مهمات خدمت می‌کرد.
کامرون پسر سپهبد سر جان کامرون و برادر ژنرال سر دانکن کامرون بود.
کامرون در ۴ ژوئن ۱۸۶۸ به عضویت انجمن سلطنتی درآمد.